# محافظة سي سا كت
محافظة سي سا كت (بالتايلندية: ศรีสะเกษ)‏ و(بالإنجليزية: Sisaket)‏ هي واحدة من محافظات تايلاند الخمس والسبعين تجاور محافظة سورين ومحافظة روي إت ومحافظة ياسوثون ومحافظة وبون راتشاثاني وتحدها من الجنوب كمبوديا.

## الجغرافيا
تشترك المحافظة بسلسة من الجبال في الجنوب معا كمبوديا ويعبر نهر ميكونغ المحافظة عبر رافدة نهر مون، تم تأسيس الحديقة الوطنية خاو فراي وانام في 20 مارس 1998 التي تغطي مساحة 130 كيلومتر مربع في جنوب شرق المحافظة.

## التاريخ
الكثير من الانقاض وجدت في المحافظة يعود تاريخها إلى القرن الثاني عشر والتي تعود إلى إمبراطورية الخمير الكمبودية.

## السكان
في تعداد عام 2000 ورد انه 26.2% من السكان يستطيعون تحدث اللغة الخميرية والتعداد السابق الذي كان في عام 1990 وجد انه 30.2% من السكان قادرين علي التحدث باللغة الخميرية.

## التقسيمات الادارية
تنقسم المحافظة إلى 22 مقاطعة رئيسية والتي بدورها تنقسم إلى 206 بلدية و 2411 قرية
| 1. موانج سي سا كت 2. يانغ كيم نوي 3. كانثاراروم 4. كانثارالاك 5. كوكان 6. بوينج فري 7. برانج كو 8. خون هان 9. رأسي سالاي 10. أوثومفون فيزي 11. بوينج بون | 1. هواي ثاب ثين 2. نون كون 3. سي راتان 4. نام كلانج 5. وانغ هين 6. فو سينغ 7. موانج تشان 8. بينتشالاك 9. فايو 10. قو ساي سوان 11. سيلا ليت |